# Categoría Primera A (2009)
I liga kolumbijska w piłce nożnej (2009)
Mistrzem Kolumbii turnieju Apertura został klub Once Caldas, natomiast wicemistrzem Kolumbii - klub Atlético Junior.
Mistrzem Kolumbii turnieju Finalización został klub Independiente Medellín, natomiast wicemistrzem Kolumbii - klub Atlético Huila.
Do Copa Libertadores w roku 2010 zakwalifikowały się następujące kluby:
- Once Caldas (mistrz Apertura)
- Independiente Medellín (mistrz Finalización)
- Atlético Junior (najlepszy w Reclasificación 2009)

Do Copa Sudamericana w roku 2010 zakwalifikowały się następujące kluby:
- Independiente Santa Fe (Copa Colombia 2009)
- Tolima Ibagué (2. miejsce w Reclasificación 2009)
- Atlético Huila (4. miejsce w Reclasificación 2009)

Kluby, które spadły do II ligi:
- Deportivo Pasto

Na miejsce spadkowiczów awansowały z drugiej ligi następujące kluby:
- Deportivo Tuluá - mistrz II ligi

## Torneo Apertura 2009

### Apertura 1
| Data          | Mecz |
| ------------- | --- |
| 6 lutego 2009 | América Cali - Cúcuta 2:1 Gustavo Andrés Victoria 5, Wilmer Parra 91 - Lionard Pajoy 2                                                                              |
| 7 lutego 2009 | Atlético Huila - Boyacá Chicó Tunja 0:1 Henry Palacios 35 |
| 7 lutego 2009 | Atlético Junior - Millonarios FC 2:1 Giovanni Hernández 56, Luis Carlos Ruíz 60 - Carmelo Valencia 20                                                               |
| 8 lutego 2009 | Quindío Armenia - Tolima Ibagué 1:1 Sebastián Hernández 59k - Gustavo Bolívar 12                                                                                    |
| 8 lutego 2009 | Deportivo Pereira - Once Caldas 0:1 Johan Fano 73 |
| 8 lutego 2009 | Envigado - Deportivo Cali 3:3 Néider Morantes 6, Jorge Horacio Serna 34, Freddy Grisales 60 - Mariano Andrés Herrón 18, Sergio Herrera 47, Pablo Martin Batalla 79k |
| 8 lutego 2009 | Independiente Medellín - Deportivo Pasto 1:1 Jackson Martínez 79 - Raúl Villamil 66                                                                                 |
| 8 lutego 2009 | La Equidad Bogotá - Atlético Nacional 1:0 Roberto Polo 86 |
| 8 lutego 2009 | Independiente Santa Fe - Real Cartagena 1:0 Yovanny Arrechea 45 |

### Apertura 2
| Data           | Mecz |
| -------------- | --- |
| 13 lutego 2009 | Once Caldas - La Equidad Bogotá 2:3 Ariel Carreño 19, 85k - Efraín Viáfara 1, Jherson Cordoba 29, Wilson Carpintero 71        |
| 14 lutego 2009 | Deportivo Cali - Independiente Medellín 3:1 Pablo Martin Batalla 7, Felipe Pardo 67, Sergio Herrera 69 - Jackson Martínez 30k |
| 14 lutego 2009 | Boyacá Chicó Tunja - Independiente Santa Fe 1:0 Anthony David Tapia 82                                                        |
| 15 lutego 2009 | Tolima Ibagué - Atlético Huila 0:1 Amílcar Henríquez 8                                                                        |
| 15 lutego 2009 | Millonarios FC - Quindío Armenia 1:1 Gerardo Bedoya 66 - Iván Hurtado 84s                                                     |
| 15 lutego 2009 | Cúcuta - Atlético Junior 0:0                                                                                                  |
| 15 lutego 2009 | Atlético Nacional - América Cali 0:2 Gustavo Ramos 31, Víctor Cortés 86                                                       |
| 15 lutego 2009 | Deportivo Pasto - Deportivo Pereira 0:0                                                                                       |
| 15 lutego 2009 | Real Cartagena - Envigado 2:1 Edison Palomino 82, Emerson Chamorro 90 - Freddy Grisales 14                                    |

### Apertura 3
| Data           | Mecz |
| -------------- | --- |
| 18 lutego 2009 | Independiente Santa Fe - Atlético Huila 3:1 Yovanny Arrechea 1, 45, Luís Fernando Mosquera 59 - Herly Alcázar 73                      |
| 18 lutego 2009 | Envigado - Boyacá Chicó Tunja 1:1 Rodrigo Saraz 40 - Juan Gilberto Núñez 69                                                           |
| 18 lutego 2009 | La Equidad Bogotá - Deportivo Pasto 1:3 Wilson Carpintero 44 - Raúl Villamil 61, Hugo Pablo Centurión 70k, Carlos Alberto Castillo 88 |
| 18 lutego 2009 | América Cali - Once Caldas 1:1 Wilmer Parra Cadena 8 - Alex del Castillo 52s                                                          |
| 18 lutego 2009 | Atlético Junior - Atlético Nacional 3:0 Norvey Orozco 8, Háyder Palacio 45k, Teófilo Antonio Gutiérrez 69                             |
| 18 lutego 2009 | Quindío Armenia - Cúcuta 0:1 Lionard Pajoy 52k                                                                                        |
| 18 lutego 2009 | Tolima Ibagué - Millonarios FC 3:1 Darío Alberto Bustos 31, Franco Arizala 44, 56 - Rubén Darío Bustos 82                             |
| 19 lutego 2009 | Independiente Medellín - Real Cartagena 1:1 Giovanni López 70 - Luis Anaya 51                                                         |
| 19 lutego 2009 | Deportivo Pereira - Deportivo Cali 1:0 Julián Barahona 62                                                                             |

### Apertura 4
| Data           | Mecz |
| -------------- | --- |
| 21 lutego 2009 | Atlético Huila - Millonarios FC 2:1 Iván Velásquez 70, Jorge Hernando Vidal 83 - Carmelo Valencia 45 |
| 21 lutego 2009 | Once Caldas - Atlético Junior 1:1 Ariel Carreño 63 - Teófilo Antonio Gutiérrez 61 |
| 21 lutego 2009 | Independiente Santa Fe - Envigado 1:1 Luís Fernando Mosquera 46 - Jorge Horacio Serna 67 |
| 22 lutego 2009 | Cúcuta - Tolima Ibagué 2:0 Roberto Gamarra 21, Lionard Pajoy 75 |
| 22 lutego 2009 | Atlético Nacional - Quindío Armenia 0:1 Sebastián Hernández 34k |
| 22 lutego 2009 | Deportivo Pasto - América Cali 1:0 Orlando Ballesteros 74 |
| 22 lutego 2009 | Deportivo Cali - La Equidad Bogotá 3:0vo Sergio Herrera 60 - Stalin Motta 51, Wilson Carpintero 85, 87 mecz zakończył się wynikiem 1:3 - później zweryfikowany został na walkower 3:0 dla klubu Deportivo Cali |
| 22 lutego 2009 | Real Cartagena - Deportivo Pereira 3:1 José Manuel Najera 76, Emerson Chamorro 86, Óscar Santos 90 - Édison Toloza 72                                                                                          |
| 22 lutego 2009 | Boyacá Chicó Tunja - Independiente Medellín 3:2 Anthony David Tapia 4, Miguel Caneo 77k, Wiston Girón 85 - Carlos Daniel Hidalgo 15k, Rafael Castillo 54                                                       |

### Apertura 5
| Data           | Mecz |
| -------------- | --- |
| 27 lutego 2009 | Quindío Armenia - Once Caldas 2:1 Bélmer Aguilar 35, Carlos Rodas 85 - Jhon Viáfara 46 |
| 28 lutego 2009 | Independiente Medellín - Independiente Santa Fe 2:2 Jackson Martínez 70, Diego Aroldo Cabrera 75 - José Adolfo Valencia 25, Omar Sebastián Pérez 90k w 27 minucie piłkarz Independiente Medellín Jackson Martínez nie wykorzystał rzutu karnego |
| 28 lutego 2009 | Millonarios FC - Cúcuta 1:0 Carmelo Valencia 84 |
| 1 marca 2009   | Envigado - Atlético Huila 2:0 Freddy Grisales 60, Carlos Álvarez 87 |
| 1 marca 2009   | Deportivo Pereira - Boyacá Chicó Tunja 4:0 Julián Barahona 16, Carlos Alberto Preciado 46, Francisco Antonio Córdoba 49, Luis Eduardo Zapata 65                                                                                                 |
| 1 marca 2009   | La Equidad Bogotá - Real Cartagena 0:0 |
| 1 marca 2009   | América Cali - Deportivo Cali 0:1 Andrés Pérez 20 |
| 1 marca 2009   | Atlético Junior - Deportivo Pasto 2:0 Carlos Bacca 63, 76 |
| 1 marca 2009   | Tolima Ibagué - Atlético Nacional 2:1 Rodrigo Marangoni 67, Wílder Medina 74 - Sergio Galván Rey 38 |

### Apertura 6
| Data         | Mecz |
| ------------ | --- |
| 5 marca 2009 | Envigado - Independiente Medellín 2:1 Freddy Grisales 43, Carlos Álvarez 55 - Jackson Martínez 69                  |
| 7 marca 2009 | Atlético Nacional - Millonarios FC 1:0 Humberto Mendoza 67                                                         |
| 7 marca 2009 | Deportivo Cali - Atlético Junior 2:1 Jamell Ramos 12, Sergio Herrera 63k - Teófilo Antonio Gutiérrez 35            |
| 7 marca 2009 | Boyacá Chicó Tunja - La Equidad Bogotá 2:0 Anthony David Tapia 27, Miguel Caneo 45k                                |
| 8 marca 2009 | Atlético Huila - Cúcuta 1:2 Iván Velásquez 20k - Roberto Gamarra 10, 89                                            |
| 8 marca 2009 | Once Caldas - Tolima Ibagué 2:1 Dayron Alejandro Pérez 6, Alexis Héctor Henríquez 14 - Rodrigo Marangoni 12        |
| 8 marca 2009 | Deportivo Pasto - Quindío Armenia 0:1 Sebastián Hernández 81k                                                      |
| 8 marca 2009 | Real Cartagena - América Cali 1:0 José Manuel Najera 90                                                            |
| 8 marca 2009 | Independiente Santa Fe - Deportivo Pereira 2:1 Anselmo Almeida 22s, Cristian Nazarith 90 - Mario Edison Giménez 80 |

### Apertura 7
| Data          | Mecz |
| ------------- | --- |
| 14 marca 2009 | La Equidad Bogotá - Independiente Santa Fe 1:0 Wilson Carpintero 90 |
| 14 marca 2009 | América Cali - Boyacá Chicó Tunja 1:1 Gustavo Ramos 39 - Ever Palacios 77k                                                                                                   |
| 14 marca 2009 | Quindío Armenia - Deportivo Cali 0:1 Danny Aguilar 69 |
| 15 marca 2009 | Independiente Medellín - Atlético Huila 2:1 Carlos Daniel Hidalgo 51k, Rafael Castillo 90 - Hernán Córdoba 45                                                                |
| 15 marca 2009 | Deportivo Pereira - Envigado 4:2 Mario Edison Giménez 11, Julián Barahona 13, Carlos Alberto Preciado 33, Christian Lara 87 - César Fabian Morales 7s, Jhon Jairo Lozano 79s |
| 15 marca 2009 | Atlético Junior - Real Cartagena 0:2 Edwards Jiménez 40, 48 |
| 15 marca 2009 | Tolima Ibagué - Deportivo Pasto 2:0 Franco Arizala 17, Wílder Medina 73 |
| 15 marca 2009 | Millonarios FC - Once Caldas 1:1 Rafael Robayo 62 - Johan Fano 81 |
| 15 marca 2009 | Cúcuta - Atlético Nacional 2:2 Walter Moreno 15s, José Rodrigo Castillo 70 - Jairo Palomino 6, 55                                                                            |

### Apertura 8
| Data          | Mecz |
| ------------- | --- |
| 18 marca 2009 | Atlético Huila - Atlético Nacional 3:3 Juan Valencia 1, Iván Velásquez 12, 55 - Humberto Mendoza 23, Walter Moreno 39, Jairo Palomino 82 |
| 18 marca 2009 | Once Caldas - Cúcuta 2:0 Johan Fano 63k, 82                                                                                              |
| 18 marca 2009 | Deportivo Pasto - Millonarios FC 0:0 |
| 18 marca 2009 | Deportivo Cali - Tolima Ibagué 0:1 Christian Marrugo 72                                                                                  |
| 18 marca 2009 | Real Cartagena - Quindío Armenia 2:2 Jorge Andrés Ramos 14, Edwards Jiménez 88 - Óscar Fabián Murillo 28, Víctor Manuel Bonilla 49       |
| 18 marca 2009 | Independiente Santa Fe - América Cali 1:0 Jong Harold Viáfara 6s                                                                         |
| 18 marca 2009 | Envigado - La Equidad Bogotá 1:0 Néider Morantes 83k                                                                                     |
| 19 marca 2009 | Boyacá Chicó Tunja - Atlético Junior 0:0                                                                                                 |
| 19 marca 2009 | Independiente Medellín - Deportivo Pereira 3:0 Diego Aroldo Cabrera 41, 58, Luis Carlos Arias 76                                         |

### Apertura 9
| Data          | Mecz                                                                                             |
| ------------- | ------------------------------------------------------------------------------------------------ |
| 21 marca 2009 | Millonarios FC - Independiente Santa Fe 1:1 Luis Tejada 36 - Julio Brian Gutiérrez 53            |
| 22 marca 2009 | Cúcuta - Envigado 1:0 Roberto Gamarra 79k                                                        |
| 22 marca 2009 | Atlético Nacional - Independiente Medellín 0:0                                                   |
| 22 marca 2009 | Once Caldas - Deportivo Pereira 0:0                                                              |
| 22 marca 2009 | Deportivo Pasto - La Equidad Bogotá 0:1 Efraín Viáfara 77                                        |
| 22 marca 2009 | Deportivo Cali - América Cali 1:1 Danny Aguilar 20 - Gustavo Ramos 24                            |
| 22 marca 2009 | Real Cartagena - Atlético Junior 0:2 Ricardo Ciciliano 50, Luis Carlos Ruíz 82                   |
| 22 marca 2009 | Boyacá Chicó Tunja - Quindío Armenia 2:2 Miguel Caneo 19k, Juan Mahecha 39 - Dany Santoyo 15, 22 |
| 22 marca 2009 | Atlético Huila - Tolima Ibagué 0:2 Juan Carlos Ramírez 29, Wílder Medina 84                      |

### Apertura 10
| Data            | Mecz |
| --------------- | --- |
| 3 kwietnia 2009 | Quindío Armenia - Boyacá Chicó Tunja 2:0 Víctor Manuel Bonilla 42, Dany Santoyo 87                                              |
| 4 kwietnia 2009 | Atlético Junior - Independiente Santa Fe 3:1 Ricardo Ciciliano 20, 87k, Teófilo Antonio Gutiérrez 83 - Omar Sebastián Pérez 63k |
| 4 kwietnia 2009 | Atlético Nacional - Once Caldas 0:2 Henry Rojas 37, Wilson Einer Mena 40                                                        |
| 5 kwietnia 2009 | Deportivo Pereira - Atlético Huila 3:1 Jhon Jairo Lozano 31, Carlos Alberto Preciado 39, 54 - Hernán Córdoba 68                 |
| 5 kwietnia 2009 | La Equidad Bogotá - Independiente Medellín 1:0 Efraín Viáfara 62                                                                |
| 5 kwietnia 2009 | América Cali - Envigado 4:0 Carlos Enrique Valdéz 4, 20, Wilson Morelos 78, 83                                                  |
| 5 kwietnia 2009 | Tolima Ibagué - Real Cartagena 2:1 Franco Arizala 37, 58 - Luis Anaya 90                                                        |
| 5 kwietnia 2009 | Millonarios FC - Deportivo Cali 1:0 Carmelo Valencia 33                                                                         |
| 5 kwietnia 2009 | Cúcuta - Deportivo Pasto 1:0 José Rodrigo Castillo 1                                                                            |

### Apertura 11
| Data             | Mecz |
| ---------------- | --- |
| 11 kwietnia 2009 | Atlético Huila - Once Caldas 0:0 |
| 11 kwietnia 2009 | Deportivo Cali - Cúcuta 0:0 |
| 11 kwietnia 2009 | Envigado - Atlético Junior 0:0 mecz przerwany w 8 minucie - dokończony 23 kwietnia |
| 12 kwietnia 2009 | Deportivo Pasto - Atlético Nacional 1:1 Juan Estiven Vélez 61s - Aldo Ramírez 43 |
| 12 kwietnia 2009 | Real Cartagena - Millonarios FC 0:0 |
| 12 kwietnia 2009 | Boyacá Chicó Tunja - Tolima Ibagué 1:1 Anthony David Tapia 9 - Franco Arizala 77 |
| 12 kwietnia 2009 | Independiente Santa Fe - Quindío Armenia 2:3 Yulian Anchico 11, 65 - Víctor Manuel Bonilla 25, Óscar Fabián Murillo 82, Sebastián Hernández 84                                                                |
| 12 kwietnia 2009 | Independiente Medellín - América Cali 1:3 Carlos Daniel Hidalgo 13k - Jhon Valencia 24, Wilson Morelos 69, Víctor Cortés 84                                                                                   |
| 12 kwietnia 2009 | Deportivo Pereira - La Equidad Bogotá 3:5 Mario Edison Giménez 13, Julián Barahona 16, Christian Lara 34 - Diego Cochas 19, 51k, Wilson Carpintero 46, Efraín Viáfara 80, Víctor Giraldo 90                   |
| 23 kwietnia 2009 | Envigado - Atlético Junior 3:2 Néider Morantes 45k, Dorlan Pabón 66, Jorge Horacio Serna 76 - Teófilo Antonio Gutiérrez 72k, Ricardo Ciciliano 90 rozegrano brakujące 82 minuty meczu przerwanego 11 kwietnia |

### Apertura 12
| Data             | Mecz |
| ---------------- | --- |
| 18 kwietnia 2009 | América Cali - Deportivo Pereira 1:0                                                                        |
| 18 kwietnia 2009 | Atlético Junior - Independiente Medellín 2:1 Giovanni Hernández 52, Emerson Acuña 77 - Luis Carlos Arias 15 |
| 18 kwietnia 2009 | Tolima Ibagué - Independiente Santa Fe 2:0 Rodrigo Marangoni 79, Wílder Medina 90                           |
| 19 kwietnia 2009 | La Equidad Bogotá - Atlético Huila 0:0                                                                      |
| 19 kwietnia 2009 | Quindío Armenia - Envigado 0:1 Jorge Horacio Serna 73                                                       |
| 19 kwietnia 2009 | Millonarios FC - Boyacá Chicó Tunja 0:1 Ormedis Madera 44                                                   |
| 19 kwietnia 2009 | Cúcuta - Real Cartagena 2:0 Roberto Gamarra 15, César Augusto Arias 90                                      |
| 19 kwietnia 2009 | Atlético Nacional - Deportivo Cali 1:2 Humberto Mendoza 81k - Sergio Herrera 28, Pablo Martin Batalla 86    |
| 19 kwietnia 2009 | Once Caldas - Deportivo Pasto 1:1 Andrés Mosquera 44 - Orlando Ballesteros 3                                |

### Apertura 13
| Data             | Mecz |
| ---------------- | --- |
| 25 kwietnia 2009 | Boyacá Chicó Tunja - Cúcuta 4:0 Mario García 20, Marcos Pérez 35, 89, Wiston Girón 62                                                     |
| 25 kwietnia 2009 | Independiente Santa Fe - Millonarios FC 1:1 Mario Alejandro González 49 - Iván Hurtado 73k                                                |
| 26 kwietnia 2009 | Atlético Huila - Deportivo Pasto 2:0 Juan Valencia 34, 44                                                                                 |
| 26 kwietnia 2009 | Deportivo Cali - Once Caldas 2:1 Pablo Martin Batalla 45, Járol Herrera 73 - Johan Fano 81                                                |
| 26 kwietnia 2009 | Real Cartagena - Atlético Nacional 1:0 Edwards Jiménez 65                                                                                 |
| 26 kwietnia 2009 | Envigado - Tolima Ibagué 1:0 Néider Morantes 39k                                                                                          |
| 26 kwietnia 2009 | Independiente Medellín - Quindío Armenia 1:4 Luis Carlos Arias 43 - Dany Santoyo 17, Dany Santoyo 21, Carlos Rodas 35, Wilder Quiñónez 85 |
| 26 kwietnia 2009 | Deportivo Pereira - Atlético Junior 1:3 Félix Noguera 82k - Teófilo Antonio Gutiérrez 51, Ricardo Ciciliano 69, Roberto Carlos Cortés 84  |
| 26 kwietnia 2009 | La Equidad Bogotá - América Cali 3:0 Wilson Carpintero 48, 70, Diego Cochas 55                                                            |

### Apertura 14
| Data             | Mecz |
| ---------------- | --- |
| 22 kwietnia 2009 | Atlético Nacional - Boyacá Chicó Tunja 2:1 Giovanni Moreno 9, 59 - Marcos Pérez 72                                   |
| 29 kwietnia 2009 | América Cali - Atlético Huila 2:3 Víctor Cortés 38, Wilmer Parra Cadena 81 - Hernán Córdoba 45, Herly Alcázar 79, 80 |
| 29 kwietnia 2009 | Atlético Junior - La Equidad Bogotá 1:1 Háyder Palacio 83k - Diego Cochas 88                                         |
| 29 kwietnia 2009 | Quindío Armenia - Deportivo Pereira 0:2 Carlos Alberto Preciado 60, 62                                               |
| 29 kwietnia 2009 | Tolima Ibagué - Independiente Medellín 1:0 Rodrigo Marangoni 34                                                      |
| 29 kwietnia 2009 | Millonarios FC - Envigado 0:1 Néider Morantes 67)                                                                    |
| 29 kwietnia 2009 | Cúcuta - Independiente Santa Fe 2:1 Roberto Gamarra 83, Edinsson Pinzón 85 - Julio Brian Gutiérrez 60                |
| 29 kwietnia 2009 | Once Caldas - Real Cartagena 3:0 Johan Fano 21, Luis Alberto Núñez 29, Ariel Carreño 54k                             |
| 29 kwietnia 2009 | Deportivo Pasto - Deportivo Cali 1:0 Germán Centurión 44k                                                            |

### Apertura 15
| Data        | Mecz |
| ----------- | --- |
| 2 maja 2009 | Independiente Santa Fe - Atlético Nacional 1:1 Omar Sebastián Pérez 37 - Giovanni Moreno 24 w 45 minucie piłkarz klubu Atlético Nacional Aldo Ramírez nie wykorzystał rzutu karnego |
| 2 maja 2009 | Independiente Medellín - Millonarios FC 1:1 Diego Aroldo Cabrera 50 - Cristian Subero 65                                                                                            |
| 2 maja 2009 | América Cali - Atlético Junior 3:0 Gustavo Ramos 7k, 69, Wilmer Parra Cadena 66 |
| 3 maja 2009 | Atlético Huila - Deportivo Cali 1:0 Nicolás Nahuel Ayr 84 |
| 3 maja 2009 | Real Cartagena - Deportivo Pasto 2:1 Hernando Patiño 28, Harold Macías 89 - Reinaldo Alegría 54s                                                                                    |
| 3 maja 2009 | Boyacá Chicó Tunja - Once Caldas 1:0 Anthony David Tapia 76 |
| 3 maja 2009 | Envigado - Cúcuta 1:0 Dorlan Pabón 42 |
| 3 maja 2009 | Deportivo Pereira - Tolima Ibagué 2:0 Diego Arias 38, Mario Edison Giménez 57 |
| 3 maja 2009 | La Equidad Bogotá - Quindío Armenia 2:1 Wilson Carpintero 49, Stalin Motta 89 - Bélmer Aguilar 74                                                                                   |

### Apertura 16
| Data         | Mecz |
| ------------ | --- |
| 9 maja 2009  | Atlético Junior - Atlético Huila 4:0 Norvey Orozco 16, Giovanni Hernández 23, Teófilo Antonio Gutiérrez 47k, Luis Alfredo Yáñez 63 |
| 9 maja 2009  | Quindío Armenia - América Cali 2:0 Pedro Manuel Ortega 15, Sebastián Hernández 45k                                                 |
| 9 maja 2009  | Tolima Ibagué - La Equidad Bogotá 1:0 Darío Alberto Bustos 72k                                                                     |
| 9 maja 2009  | Millonarios FC - Deportivo Pereira 2:3 Carmelo Valencia 19, 37, Mario Edison Giménez 90 - Édison Toloza 79, Anselmo Almeida 89     |
| 9 maja 2009  | Atlético Nacional - Envigado 1:1 Sergio Galván Rey 83k - Jorge Horacio Serna 89                                                    |
| 9 maja 2009  | Once Caldas - Independiente Santa Fe 3:0 Jorge Casanova 24, Johan Fano 58, Ariel Carreño 75                                        |
| 9 maja 2009  | Deportivo Pasto - Boyacá Chicó Tunja 0:1 Miguel Caneo 47                                                                           |
| 9 maja 2009  | Deportivo Cali - Real Cartagena 2:1 Járol Herrera 21, Pablo Martin Batalla 48 - Edwards Jiménez 73                                 |
| 10 maja 2009 | Cúcuta - Independiente Medellín 1:0 Roberto Gamarra 48                                                                             |

### Apertura 17
| Data         | Mecz |
| ------------ | --- |
| 10 maja 2009 | Atlético Huila - Real Cartagena 3:1 Juan Valencia 13, Juan Valencia 43, Víctor Alfonso Guazá 63 - Edison Palomino 51                 |
| 10 maja 2009 | Boyacá Chicó Tunja - Deportivo Cali 1:1 Charles Monsalvo 86 - Armando Carrillo 7                                                     |
| 10 maja 2009 | Independiente Santa Fe - Deportivo Pasto 1:0 Yovanny Arrechea 45                                                                     |
| 10 maja 2009 | Envigado - Once Caldas 1:1 Rodrigo Saraz 27 - Jorge Casanova 87                                                                      |
| 10 maja 2009 | Independiente Medellín - Atlético Nacional 1:2 Ayron del Valle 18 - Víctor Ibarbo 43, Jairo Palomino 66                              |
| 10 maja 2009 | Deportivo Pereira - Cúcuta 0:1 César Augusto Arias 89                                                                                |
| 10 maja 2009 | La Equidad Bogotá - Millonarios FC 1:1 Diego Cochas 88k - Carmelo Valencia 90                                                        |
| 10 maja 2009 | América Cali - Tolima Ibagué 3:1 Wilmer Parra Cadena 2, Gustavo Ramos 35, 67 - Rodrigo Marangoni 33                                  |
| 10 maja 2009 | Atlético Junior - Quindío Armenia 4:1 Norvey Orozco 20, Teófilo Antonio Gutiérrez 53, 90, Emerson Acuña 69 - John Jairo Valencia 84s |

### Apertura 18
| Data         | Mecz |
| ------------ | --- |
| 16 maja 2009 | Tolima Ibagué - Atlético Junior 1:0 Wílder Medina 73 |
| 17 maja 2009 | Quindío Armenia - Atlético Huila 0:2 Jefersson Angulo 14, Frank Pacheco 89 |
| 17 maja 2009 | Millonarios FC - América Cali 3:1 Carmelo Valencia 3, Gerardo Bedoya 67, Marcelo Torres 73s - Gustavo Ramos 38k                                                                          |
| 17 maja 2009 | Cúcuta - La Equidad Bogotá 0:0 |
| 17 maja 2009 | Atlético Nacional - Deportivo Pereira 1:1 Sergio Galván Rey 12 - Mario Edison Giménez 8                                                                                                  |
| 17 maja 2009 | Deportivo Pasto - Envigado 3:0 Hugo Pablo Centurión 23k, Raúl Villamil 72, Hugo Pablo Centurión 86k                                                                                      |
| 17 maja 2009 | Once Caldas - Independiente Medellín 1:0 Alexis Héctor Henríquez 55 |
| 17 maja 2009 | Deportivo Cali - Independiente Santa Fe 2:2 Armando Carrillo 20, Pablo Martin Batalla 37 - Julio Brian Gutiérrez 25, Luis Manuel Seijas 51                                               |
| 17 maja 2009 | Real Cartagena - Boyacá Chicó Tunja 6:3 Emerson Chamorro 9, Hernando Patiño 19k, Edwards Jiménez 20, 56, 77, Mauricio Arroyo 51 - Edwin Móvil 15, Ormedis Madera 32, Charles Monsalvo 87 |

### Tabela końcowa turnieju Apertura 2009
| Poz | Klub                   | Mecze | Zw | Rem | Por | Pkt | BrZd | BrStr |
| --- | ---------------------- | ----- | -- | --- | --- | --- | ---- | ----- |
| 1   | Tolima Ibagué          | 18    | 10 | 2   | 6   | 32  | 21   | 16    |
| 2   | Atlético Junior        | 18    | 9  | 4   | 5   | 31  | 30   | 18    |
| 3   | Cúcuta                 | 18    | 9  | 4   | 5   | 31  | 16   | 14    |
| 4   | Boyacá Chicó Tunja     | 18    | 8  | 6   | 4   | 30  | 24   | 22    |
| 5   | Deportivo Cali         | 18    | 8  | 5   | 5   | 29  | 23   | 17    |
| 6   | La Equidad Bogotá      | 18    | 8  | 5   | 5   | 29  | 20   | 18    |
| 7   | Envigado               | 18    | 8  | 5   | 5   | 29  | 22   | 24    |
| 8   | Once Caldas            | 18    | 7  | 7   | 4   | 28  | 23   | 14    |
| 9   | Quindío Armenia        | 18    | 7  | 4   | 7   | 25  | 23   | 23    |
| 10  | Real Cartagena         | 18    | 7  | 4   | 7   | 25  | 23   | 24    |
| 11  | América Cali           | 18    | 7  | 3   | 8   | 24  | 24   | 21    |
| 12  | Deportivo Pereira      | 18    | 7  | 3   | 8   | 24  | 26   | 25    |
| 13  | Atlético Huila         | 18    | 7  | 3   | 8   | 24  | 21   | 26    |
| 14  | Independiente Santa Fe | 18    | 5  | 6   | 7   | 21  | 20   | 25    |
| 15  | Millonarios FC         | 18    | 3  | 8   | 7   | 17  | 16   | 20    |
| 16  | Deportivo Pasto        | 18    | 4  | 5   | 9   | 17  | 12   | 17    |
| 17  | Atlético Nacional      | 18    | 3  | 7   | 8   | 16  | 16   | 25    |
| 18  | Independiente Medellín | 18    | 2  | 5   | 11  | 11  | 18   | 29    |

### Apertura Cuadrangulares

#### Apertura Cuadrangulares 1
| Data         | Mecz |
| ------------ | --- |
| 23 maja 2009 | Atlético Junior - Deportivo Cali 2:2 Luis Alfredo Yáñez 55, Carlos Bacca 85 - Camilo Andrés Ayala 26, Pablo Martin Batalla 74k w 51 minucie piłkarz klubu Atlético Junior Háyder Palacio nie wykorzystał rzutu karnego |
| 23 maja 2009 | Cúcuta - Envigado 1:1 Roberto Gamarra 88 - Jorge Horacio Serna 44 |
| 24 maja 2009 | Once Caldas - Boyacá Chicó Tunja 2:1 Alexis Héctor Henríquez 43, Johan Fano 78k - Jhon Viáfara 29s |
| 24 maja 2009 | Tolima Ibagué - La Equidad Bogotá 0:0 |

#### Apertura Cuadrangulares 2
| Data         | Mecz                                                                                     |
| ------------ | ---------------------------------------------------------------------------------------- |
| 27 maja 2009 | La Equidad Bogotá - Once Caldas 1:1 Diego Cochas 69 - Johan Fano 28                      |
| 27 maja 2009 | Boyacá Chicó Tunja - Tolima Ibagué 0:0                                                   |
| 27 maja 2009 | Envigado - Atlético Junior 1:0 Jorge Horacio Serna 76                                    |
| 27 maja 2009 | Deportivo Cali - Cúcuta 1:2 Felipe Pardo 25 - Edinsson Pinzón 46, César Augusto Arias 64 |

#### Apertura Cuadrangulares 3
| Data         | Mecz                                                                                     |
| ------------ | ---------------------------------------------------------------------------------------- |
| 30 maja 2009 | Tolima Ibagué - Once Caldas 3:1 Franco Arizala 59, 81, Wílder Medina 66 - Henry Rojas 40 |
| 30 maja 2009 | Cúcuta - Atlético Junior 1:1 Roberto Gamarra 84k - Camilo Ceballos 76                    |
| 31 maja 2009 | La Equidad Bogotá - Boyacá Chicó Tunja 0:0                                               |
| 31 maja 2009 | Envigado - Deportivo Cali 0:0                                                            |

#### Apertura Cuadrangulares 4
| Data            | Mecz                                                                 |
| --------------- | -------------------------------------------------------------------- |
| 13 czerwca 2009 | Boyacá Chicó Tunja - La Equidad Bogotá 1:0 Miguel Caneo 85           |
| 13 czerwca 2009 | Once Caldas - Tolima Ibagué 2:0 Johan Fano 62, Jorge Casanova 69     |
| 14 czerwca 2009 | Deportivo Cali - Envigado 2:1 Sergio Herrera 8, 27 - Dorlan Pabón 61 |
| 14 czerwca 2009 | Atlético Junior - Cúcuta 3:0 Teófilo Antonio Gutiérrez 51k, 69, 81   |

#### Apertura Cuadrangulares 5
| Data            | Mecz |
| --------------- | --- |
| 17 czerwca 2009 | Once Caldas - La Equidad Bogotá 2:3 Jorge Casanova 45, Wilson Einer Mena 90 - Víctor Giraldo 90, Diego Cochas 72, Óscar Martínez 75 |
| 17 czerwca 2009 | Tolima Ibagué - Boyacá Chicó Tunja 1:0 Davinsonn Monsalve 87                                                                        |
| 17 czerwca 2009 | Atlético Junior - Envigado 3:0 Teófilo Antonio Gutiérrez 47, 62, 77                                                                 |
| 17 czerwca 2009 | Cúcuta - Deportivo Cali 0:1 Pablo Martin Batalla 36                                                                                 |

#### Apertura Cuadrangulares 6
| Data            | Mecz |
| --------------- | --- |
| 21 czerwca 2009 | La Equidad Bogotá - Tolima Ibagué 1:0 Fernando Oliveira 44                                                                                   |
| 21 czerwca 2009 | Boyacá Chicó Tunja - Once Caldas 2:3 Marcos Pérez 40, Mario García 59 - Ariel Carreño 19, Johan Fano 67k, Johan Fano 78                      |
| 21 czerwca 2009 | Envigado - Cúcuta 2:2 Néider Morantes 45k, Carlos Álvarez 58 - Roberto Gamarra 3, Jeancarlos Blanco 20                                       |
| 21 czerwca 2009 | Deportivo Cali - Atlético Junior 2:2 Pablo Martin Batalla 32, Pablo Martin Batalla 35 - Teófilo Antonio Gutiérrez 66k, Giovanni Hernández 71 |

#### Tabele końcowe Apertura Cuadrangulares
| Poz | Klub               | Mecze | Zw | Rem | Por | Pkt | BrZd | BrStr |
| --- | ------------------ | ----- | -- | --- | --- | --- | ---- | ----- |
| 1   | Once Caldas        | 6     | 3  | 1   | 2   | 10  | 11   | 10    |
| 2   | La Equidad Bogotá  | 6     | 2  | 3   | 1   | 9   | 5    | 4     |
| 3   | Tolima Ibagué      | 6     | 2  | 2   | 2   | 8   | 4    | 4     |
| 4   | Boyacá Chicó Tunja | 6     | 1  | 2   | 3   | 5   | 4    | 6     |

| Poz | Klub            | Mecze | Zw | Rem | Por | Pkt | BrZd | BrStr |
| --- | --------------- | ----- | -- | --- | --- | --- | ---- | ----- |
| 1   | Atlético Junior | 6     | 2  | 3   | 1   | 9   | 11   | 6     |
| 2   | Deportivo Cali  | 6     | 2  | 3   | 1   | 9   | 8    | 7     |
| 3   | Cúcuta          | 6     | 1  | 3   | 2   | 6   | 6    | 9     |
| 4   | Envigado        | 6     | 1  | 3   | 2   | 6   | 5    | 8     |

### Apertura Finalisima
| Once Caldas - Atlético Junior 2:1 i 3:1 |
| 24 czerwca 2009 Once Caldas - Atlético Junior 2:1 (1:0) Sędzia: Imer Machado Bramki: 1:0 Nóndier Romero 26, 2:0 Johan Fano 72, 2:1 Giovanni Hernández 78 Once Caldas (trener Javier Álvarez): Héctor Fabio Landázuri - Nóndier Romero, Carlos Alberto Díaz, Alexis Henríquez, Luis Alberto Núñez - Nilson Cortés, Jorge Casanova, Jhon Viáfara, Dayron Alejandro Pérez (68 Henry Rojas) - Johan Fano, Ariel Carreño (82 Alex Sinisterra) Corporación Popular Deportiva Junior (trener Julio Avelino Comesaña): Adrián Berbia - Jayder Romero, Jhon Valencia, Camilo Ceballos, Roberto Carlos Cortés, Dúmar Rueda, Jaime Córdoba (46 Luis Carlos Ruiz), Javier Antonio Flórez, Ricardo Ciciliano (81 Carlos Bacca), Giovanni Hernández (90 Brayner García), Teófilo Gutiérrez                                                  |
| 28 czerwca 2009 Atlético Junior - Once Caldas 1:3 (1:2) Sędzia: Óscar Julián Ruiz Bramki: 0:1 Alexis Henríquez 16, 1:1 Háyder Palacio 29, 1:2 Alex Sinisterra 42, 1:3 Dayron Alejandro Pérez 72 Corporación Popular Deportiva Junior (trener Julio Avelino Comesaña): Adrián Berbia - Háyder Palacio, Jhon Valencia, Camilo Ceballos (16 Roller Cambindo), Roberto Carlos Cortés, Alexander Jaramillo, Javier Antonio Flórez (46 Ricardo Ciciliano), Luis Carlos Ruiz, Giovanny Hernández, Emerson Acuña (63 Carlos Bacca), Téofilo Gutiérrez Once Caldas (trener Javier Álvarez): Héctor Fabio Landázuri - Nóndier Romero, Carlos Alberto Díaz, Alexis Enríquez, Luis Alberto Núñez, Henry Rojas (77 Ervin Maturana), Nilson Cortés, Nicolás Torres, Dayron Alejandro Pérez, Alex Sinisterra (72 Wilson Mena), Ariel Carreño |

Mistrzem Kolumbii turnieju Apertura w roku 2009 został klub Once Caldas, natomiast wicemistrzem Kolumbii - klub Atlético Junior.

## Torneo Finalización 2009

### Finalización 1
| Data          | Mecz |
| ------------- | --- |
| 10 lipca 2009 | Atlético Nacional - La Equidad Bogotá 1:1 Baiano 17 - Jherson Cordoba 55                                                                          |
| 11 lipca 2009 | Cúcuta - América Cali 1:1 César Augusto Arias 90 - Paulo Arango 13                                                                                |
| 11 lipca 2009 | Once Caldas - Deportivo Pereira 1:0 Dayron Alejandro Pérez 42                                                                                     |
| 12 lipca 2009 | Boyacá Chicó Tunja - Atlético Huila 2:3 Anthony David Tapia 4k, Facundo Bonvín 75 - Hernán Córdoba 23, Jorge Hernando Vidal 40, Iván Velásquez 66 |
| 12 lipca 2009 | Millonarios FC - Atlético Junior 3:1 Rubén Darío Bustos 4, 51, Carmelo Valencia 42 - Luis Carlos Ruíz 38k                                         |
| 12 lipca 2009 | Tolima Ibagué - Quindío Armenia 1:4 Milton Rodríguez 38 - Dany Santoyo 9, Carlos Rodas 22, Feiver Alfonso Mercado 67, Alexánder Mejía 73          |
| 12 lipca 2009 | Deportivo Cali - Envigado 2:2 Luis Valencia 34, Duván Hernández 90s - Jamell Ramos 2s, Carlos Álvarez 14                                          |
| 12 lipca 2009 | Deportivo Pasto - Independiente Medellín 2:1 Hugo Pablo Centurión 29, Carlos Daniel Hidalgo 90 - Luís Fernando Mosquera 58                        |
| 12 lipca 2009 | Real Cartagena - Independiente Santa Fe 1:0 José Manuel Najera 18k                                                                                |

### Finalización 2
| Data          | Mecz |
| ------------- | --- |
| 17 lipca 2009 | Envigado - Real Cartagena 2:2 Carlos Álvarez 42, Néider Morantes 77k - Óscar Santos 13, Emerson Chamorro 34                                    |
| 18 lipca 2009 | Quindío Armenia - Millonarios FC 1:1 Carlos Rodas 82k - Rubén Darío Bustos 26                                                                  |
| 18 lipca 2009 | Independiente Medellín - Deportivo Cali 1:0 Juan Valencia 31                                                                                   |
| 19 lipca 2009 | Atlético Huila - Tolima Ibagué 1:0 Iván Velásquez 45                                                                                           |
| 19 lipca 2009 | Atlético Junior - Cúcuta 1:0 Roberto Polo 6s                                                                                                   |
| 19 lipca 2009 | América Cali - Atlético Nacional 2:2 Gustavo Ramos 23k, 82 - Jair Enrique Iglesias Jiménez 38, Edwin Cardona 41                                |
| 19 lipca 2009 | La Equidad Bogotá - Once Caldas 2:1 Carlos Caicedo 70, Wilson Carpintero 86 - Dayron Alejandro Pérez 59                                        |
| 19 lipca 2009 | Deportivo Pereira - Deportivo Pasto 3:0 Mario Edison Giménez 24, John Charria 60, Víctor Cortés 85k                                            |
| 19 lipca 2009 | Independiente Santa Fe - Boyacá Chicó Tunja 4:2 Julio Brian Gutiérrez 30, 66, 90, Omar Sebastián Pérez 76k - Ever Palacios 52, Juan Galicia 61 |

### Finalización 3
| Data          | Mecz |
| ------------- | --- |
| 24 lipca 2009 | Once Caldas - América Cali 0:0 |
| 25 lipca 2009 | Atlético Huila - Independiente Santa Fe 2:1 |
| 25 lipca 2009 | Deportivo Cali - Deportivo Pereira 2:1 Hernán Córdoba 21, 56 - Cristian Nazarith 68                                                               |
| 26 lipca 2009 | Boyacá Chicó Tunja - Envigado 4:2 Edilio 20, Miguel Caneo 48, Anuar Hurtado 71, Charles Monsalvo 83 - Jorge Horacio Serna 35, Néider Morantes 65k |
| 26 lipca 2009 | Real Cartagena - Independiente Medellín 1:3 José Manuel Najera 25k - Luís Fernando Mosquera 55, Jackson Martínez 68k, 74                          |
| 26 lipca 2009 | Deportivo Pasto - La Equidad Bogotá 1:1 Óscar Altamirano 31 - Elkin Serrano 18                                                                    |
| 26 lipca 2009 | Atlético Nacional - Atlético Junior 2:1 Sergio Galván Rey 65, Ezequiel Carlos Maggiolo 84 - Giovanni Hernández 11                                 |
| 26 lipca 2009 | Cúcuta - Quindío Armenia 2:0 Luis Narváez 10, 89                                                                                                  |
| 26 lipca 2009 | Millonarios FC - Tolima Ibagué 0:2 Mauricio Ferney Casierra 56s, Milton Rodríguez 72                                                              |

### Finalización 4
| Data            | Mecz |
| --------------- | --- |
| 1 sierpnia 2009 | Millonarios FC - Atlético Huila 1:1 Omar Vásquez 62 - Hanner Guaza 16                                                           |
| 1 sierpnia 2009 | Quindío Armenia - Atlético Nacional 0:1 Giovanni Moreno 48                                                                      |
| 1 sierpnia 2009 | La Equidad Bogotá - Deportivo Cali 2:2 Ariel Carreño 36, Stalin Motta 79k - Andrés Pérez 10, Juan Domínguez 55                  |
| 2 sierpnia 2009 | Tolima Ibagué - Cúcuta 1:1 Jorge Perlaza 72 - Lin Henry 57                                                                      |
| 2 sierpnia 2009 | Atlético Junior - Once Caldas 4:2 Teófilo Antonio Gutiérrez 9, 63, 67, Carlos Bacca 61 - Johan Fano 20, 35                      |
| 2 sierpnia 2009 | América Cali - Deportivo Pasto 1:1 Léider Preciado 24k - Hugo Pablo Centurión 39                                                |
| 2 sierpnia 2009 | Deportivo Pereira - Real Cartagena 1:1 Mario Edison Giménez 77 - Néstor Salazar 45                                              |
| 2 sierpnia 2009 | Independiente Medellín - Boyacá Chicó Tunja 1:0 Jackson Martínez 14                                                             |
| 2 sierpnia 2009 | Envigado - Independiente Santa Fe 2:3 Carlos Álvarez 27, 62 - Yovanny Arrechea 4, Omar Sebastián Pérez 33k, Alejandro Bernal 60 |

### Finalización 5
| Data            | Mecz |
| --------------- | --- |
| 8 sierpnia 2009 | Independiente Santa Fe - Independiente Medellín 0:3vo Omar Sebastián Pérez 54, Mario Efraín Gómez 85 - John Javier Restrepo 43 mecz zakończył się wynikiem 2:1 dla Independiente Santa Fe, później zweryfikowany został na walkower 0:3 |
| 8 sierpnia 2009 | Boyacá Chicó Tunja - Deportivo Pereira 0:0 |
| 8 sierpnia 2009 | Cúcuta - Millonarios FC 0:1 Carmelo Valencia 39 |
| 9 sierpnia 2009 | Atlético Huila - Envigado 3:2 Hernán Córdoba 7, 48, Nicolás Nahuel Ayr 23 - Dorlan Pabón 41, Jhony Alejandro Acosta 49 |
| 9 sierpnia 2009 | Real Cartagena - La Equidad Bogotá 2:2 Edison Palomino 58, Néstor Salazar 45 - Ariel Carreño 22, Carlos Caicedo 82 |
| 9 sierpnia 2009 | Deportivo Cali - América Cali 3:2 Sergio Herrera 20, Dubier Riascos 54, Juan Carlos Mariño 89k - Donald Diego Millán 30, Gustavo Ramos 43k                                                                                              |
| 9 sierpnia 2009 | Deportivo Pasto - Atlético Junior 1:0 Carlos Daniel Hidalgo 77 |
| 9 sierpnia 2009 | Once Caldas - Quindío Armenia 2:0 Dayron Alejandro Pérez 38, Henry Rojas 69 |
| 9 sierpnia 2009 | Atlético Nacional - Tolima Ibagué 2:2 Giovanni Moreno 23, 54k - Gustavo Bolívar 40, Jorge Perlaza 66 |

### Finalización 6
| Data             | Mecz |
| ---------------- | --- |
| 15 sierpnia 2009 | Millonarios FC - Atlético Nacional 1:1 León Darío Muñoz 75 - Giovanni Moreno 18                                                          |
| 15 sierpnia 2009 | América Cali - Real Cartagena 0:1 Néstor Salazar 12                                                                                      |
| 15 sierpnia 2009 | Independiente Medellín - Envigado 4:2 Luis Carlos Arias 1, Jackson Martínez 15, 33k, César Valoyes 89 - Juan Leal 7, Rodrigo Saraz 59    |
| 16 sierpnia 2009 | Cúcuta - Atlético Huila 1:2 Edinsson Pinzón 75k - Hanner Guaza 6, Ervin González 56                                                      |
| 16 sierpnia 2009 | Tolima Ibagué - Once Caldas 2:1 Darío Alberto Bustos 20, Milton Rodríguez 76 - Carlos Alberto Díaz 8                                     |
| 16 sierpnia 2009 | Quindío Armenia - Deportivo Pasto 2:1 Dany Santoyo 35, Carlos Rodas 86k - Hugo Pablo Centurión 23                                        |
| 16 sierpnia 2009 | Atlético Junior - Deportivo Cali 5:2 Norvey Orozco 4, 46, Hernando Patiño 11, Carlos Bacca 75, 85k - Danny Aguilar 14, Luis Valencia 65k |
| 16 sierpnia 2009 | La Equidad Bogotá - Boyacá Chicó Tunja 1:1 Stalin Motta 54 - Miguel Caneo 4k                                                             |
| 16 sierpnia 2009 | Deportivo Pereira - Independiente Santa Fe 0:0                                                                                           |

### Finalización 7
| Data             | Mecz |
| ---------------- | --- |
| 22 sierpnia 2009 | Independiente Santa Fe - La Equidad Bogotá 3:0 Omar Sebastián Pérez 34k, Yovanny Arrechea 71, Mario Efraín Gómez 82 |
| 22 sierpnia 2009 | Real Cartagena - Atlético Junior 2:2 Rafael Guillermo Márquez 30, José Manuel Najera 90k - Norvey Orozco 10, Giovanni Hernández 39 w 19 minucie piłkarz klubu Atlético Junior Teófilo Antonio Gutiérrez nie wykorzystał rzutu karnego |
| 22 sierpnia 2009 | Once Caldas - Millonarios FC 0:0 |
| 23 sierpnia 2009 | Atlético Huila - Independiente Medellín 0:2 Jackson Martínez 46, 67 |
| 23 sierpnia 2009 | Envigado - Deportivo Pereira 0:0 |
| 23 sierpnia 2009 | Boyacá Chicó Tunja - América Cali 1:1 Edilio 14 - Gustavo Ramos 74 |
| 23 sierpnia 2009 | Deportivo Cali - Quindío Armenia 2:1 Sergio Herrera 11k, 45 - Hannyer Mosquera 32 |
| 23 sierpnia 2009 | Deportivo Pasto - Tolima Ibagué 3:1 Óscar Altamirano 47, Juan Bazán 54, Germán Centurión 68 - Jorge Perlaza 52 |
| 23 sierpnia 2009 | Atlético Nacional - Cúcuta 1:0 Giovanni Moreno 74k |

### Finalización 8
| Data             | Mecz |
| ---------------- | --- |
| 29 sierpnia 2009 | Atlético Nacional - Atlético Huila 1:1 Jairo Palomino 29 - Hernán Córdoba 44                                                           |
| 29 sierpnia 2009 | Millonarios FC - Deportivo Pasto 1:2 Mauricio Ferney Casierra 81 - Carlos Daniel Hidalgo 16, 64                                        |
| 29 sierpnia 2009 | Quindío Armenia - Real Cartagena 3:2 Hannyer Mosquera 16, Dany Santoyo 40, Adrián Aranda 80 - Néstor Salazar 38, José Manuel Najera 52 |
| 30 sierpnia 2009 | Cúcuta - Once Caldas 2:0 Roberto Polo 10, 67                                                                                           |
| 30 sierpnia 2009 | Tolima Ibagué - Deportivo Cali 0:3 Pablo Andrés Escobar 24, Luis Valencia 73, Diego Andrés Álvarez 86                                  |
| 30 sierpnia 2009 | Atlético Junior - Boyacá Chicó Tunja 5:2 Teófilo Antonio Gutiérrez 45, 59, 90, Giovanni Hernández 67, 73 - Anthony David Tapia 21, 28  |
| 30 sierpnia 2009 | América Cali - Independiente Santa Fe 1:1 Antony de Ávila 90 - Julio Brian Gutiérrez 55                                                |
| 30 sierpnia 2009 | La Equidad Bogotá - Envigado 2:2 Jherson Cordoba 69, Herly Enrique Alcaraz Velez 85 - Rodrigo Saraz 19, Néider Morantes 70             |
| 30 sierpnia 2009 | Deportivo Pereira - Independiente Medellín 1:0 Fernando Uribe 22                                                                       |

### Finalización 9
| Data             | Mecz |
| ---------------- | --- |
| 11 września 2009 | Tolima Ibagué - Atlético Huila 1:0 Rodrigo Marangoni 38 |
| 12 września 2009 | Independiente Santa Fe - Millonarios FC 4:2 Omar Sebastián Pérez 5, Julio Brian Gutiérrez 21, 78, Mario Alejandro González 74 - Ricardo Ciciliano 30k, León Darío Muñoz 42                  |
| 12 września 2009 | Deportivo Pereira - Once Caldas 4:1 Julián Barahona 17, Fernando Uribe 39, 45, 49 - Carlos Alberto Díaz 13 w 57 minucie piłkarz klubu Once Caldas Henry Rojas nie wykorzystał rzutu karnego |
| 13 września 2009 | Envigado - Cúcuta 1:1 Néider Morantes 7k - Pedro Portocarrero 90 |
| 13 września 2009 | Independiente Medellín - Atlético Nacional 3:1 Samuel Antonio Vanegas 60, Ricardo Calle 76, Jackson Martínez 90k - Ezequiel Carlos Maggiolo 57                                              |
| 13 września 2009 | La Equidad Bogotá - Deportivo Pasto 1:1 Efraín Viáfara 64 - Hugo Pablo Centurión 4 |
| 13 września 2009 | América Cali - Deportivo Cali 3:1 Antony de Ávila 38, Jorge Eliecer Banguero 58, Wilson Morelos 60 - Sergio Herrera 51k                                                                     |
| 13 września 2009 | Atlético Junior - Real Cartagena 3:1 Giovanni Hernández 53, Teófilo Antonio Gutiérrez 59, Carlos Bacca 88 - Óscar Santos 74                                                                 |
| 13 września 2009 | Quindío Armenia - Boyacá Chicó Tunja 1:3 Carlos Rodas 76k - Diego Chica 7, Wiston Girón 63, Miguel Caneo 69                                                                                 |

### Finalización 10
| Data             | Mecz |
| ---------------- | --- |
| 19 września 2009 | Atlético Huila - Deportivo Pereira 2:1 Hernán Córdoba 78, Lewis Ochoa 90 - José Andrés Ramírez 1                                           |
| 19 września 2009 | Independiente Santa Fe - Atlético Junior 2:2 Yulian Anchico 63, Mario Efraín Gómez 86 - Teófilo Antonio Gutiérrez 8, Giovanni Hernández 69 |
| 19 września 2009 | Once Caldas - Atlético Nacional 1:2 Sebastián Hernández 57 - Ezequiel Carlos Maggiolo 43, Marlon Piedrahíta 85                             |
| 20 września 2009 | Independiente Medellín - La Equidad Bogotá 1:0 Samuel Antonio Vanegas 67                                                                   |
| 20 września 2009 | Envigado - América Cali 3:3 Dorlan Pabón 27, Dorlan Pabón 45, Jorge Horacio Serna 82 - Wilson Morelos 35, Édison Toloza 39, 62             |
| 20 września 2009 | Boyacá Chicó Tunja - Quindío Armenia 3:1 Anthony David Tapia 42, Edilio 54, Charles Monsalvo 90 - Dany Santoyo 85                          |
| 20 września 2009 | Real Cartagena - Tolima Ibagué 2:3 José Manuel Najera 24k, 49 - Milton Rodríguez 6, Rodrigo Marangoni 72k, Juan Carlos Ramírez 80          |
| 20 września 2009 | Deportivo Cali - Millonarios FC 0:1 Mauricio Ferney Casierra 61                                                                            |
| 20 września 2009 | Deportivo Pasto - Cúcuta 1:0 Carlos Daniel Hidalgo 88                                                                                      |

### Finalización 11
| Data             | Mecz |
| ---------------- | --- |
| 25 września 2009 | Millonarios FC - Real Cartagena 0:0                                                                                        |
| 26 września 2009 | Atlético Nacional - Deportivo Pasto 1:1 Jimmy Asprilla 28s - Óscar Altamirano 81                                           |
| 26 września 2009 | América Cali - Independiente Medellín 1:2 Andrés Felipe Andrade 42 - Jackson Martínez 56, 78                               |
| 26 września 2009 | La Equidad Bogotá - Deportivo Pereira 0:0                                                                                  |
| 27 września 2009 | Once Caldas - Atlético Huila 2:1 Jhon Viáfara 18, Alex Sinisterra 89 - Hanner Guaza 6                                      |
| 27 września 2009 | Cúcuta - Deportivo Cali 0:0                                                                                                |
| 27 września 2009 | Tolima Ibagué - Boyacá Chicó Tunja 1:1 Jorge Perlaza 39 - Wiston Girón 53                                                  |
| 27 września 2009 | Quindío Armenia - Independiente Santa Fe 3:1 Pedro Manuel Ortega 5, Dany Santoyo 58, Carlos Rodas 80 - Daniel Néculman 65  |
| 27 września 2009 | Atlético Junior - Envigado 4:1 Carlos Bacca 40, 47, Giovanni Hernández 55, Teófilo Antonio Gutiérrez 58k - Dorlan Pabón 41 |

### Finalización 12
| Data                | Mecz |
| ------------------- | --- |
| 2 października 2009 | Boyacá Chicó Tunja - Millonarios FC 2:2 Mario García 4, Charles Monsalvo 22 - León Darío Muñoz 43, Oswaldo Henríquez 65                                                                          |
| 3 października 2009 | Deportivo Pereira - América Cali 2:0 Jersson González 60s, Carlos Alberto Preciado 89 |
| 3 października 2009 | Deportivo Cali - Atlético Nacional 1:2 Wilmer Parra Cadena 14 - José Amaya 6, Ezequiel Carlos Maggiolo 59 w 90 minucie piłkarz klubu Deportivo Cali Juan Domínguez nie wykorzystał rzutu karnego |
| 4 października 2009 | Atlético Huila - La Equidad Bogotá 1:0 Iván Velásquez 48 |
| 4 października 2009 | Independiente Medellín - Atlético Junior 1:0 Jackson Martínez 61 |
| 4 października 2009 | Envigado - Quindío Armenia 3:0 Carlos Álvarez 17, Néider Morantes 26, 70 |
| 4 października 2009 | Independiente Santa Fe - Tolima Ibagué 1:1 Sergio Otalvaro 83 - Wílder Medina 29 |
| 4 października 2009 | Real Cartagena - Cúcuta 3:2 Edwards Jiménez 6, Juan Giovanni García 15, 80k - Harrison Otálvaro 45k, Elvis Javier González 57                                                                    |
| 4 października 2009 | Deportivo Pasto - Once Caldas 5:1 Walden Vargas 12, Carlos Daniel Hidalgo 26, Luis Alberto Núñez 28s, Hugo Pablo Centurión 48k, Omar Alexánder Rodríguez 77 - Johan Fano 84                      |

### Finalización 13
| Data                 | Mecz |
| -------------------- | --- |
| 16 października 2009 | Deportivo Pasto - Atlético Huila 1:1 Óscar Altamirano 82 - Gonzalo Martínez 1k                                 |
| 17 października 2009 | Millonarios FC - Independiente Santa Fe 1:1 Ricardo Ciciliano 37 - Yovanny Arrechea 74                         |
| 17 października 2009 | Quindío Armenia - Independiente Medellín 1:2 Carlos Rodas 62k - Jackson Martínez 32, Luís Fernando Mosquera 70 |
| 18 października 2009 | Once Caldas - Deportivo Cali 2:1 Juan David Ramos 7, Johan Fano 33 - Dubier Riascos 67                         |
| 18 października 2009 | Atlético Nacional - Real Cartagena 0:0                                                                         |
| 18 października 2009 | Cúcuta - Boyacá Chicó Tunja 2:0 Luis Narváez 17k, César Augusto Arias 33                                       |
| 18 października 2009 | Tolima Ibagué - Envigado 1:0 Rodrigo Marangoni 80k                                                             |
| 18 października 2009 | Atlético Junior - Deportivo Pereira 1:1 Carlos Bacca 6 - Mario Edison Giménez 87                               |
| 18 października 2009 | América Cali - La Equidad Bogotá 1:1 Pedro Tavima 12 - Herly Enrique Alcaraz Velez 67                          |

### Finalización 14
| Data                 | Mecz |
| -------------------- | --- |
| 21 października 2009 | Atlético Huila - América Cali 2:2 Iván Velásquez 30, Iván Velásquez 69 - Diego Chará 68, Edgar Zea 85                                                         |
| 21 października 2009 | La Equidad Bogotá - Atlético Junior 1:0 Herly Enrique Alcaraz Velez 90                                                                                        |
| 21 października 2009 | Deportivo Pereira - Quindío Armenia 4:0 Anselmo Almeida 19, Fernando Uribe 43, Fernando Cardenas 46, 72                                                       |
| 21 października 2009 | Independiente Medellín - Tolima Ibagué 1:3 Jackson Martínez 19k - Rodrigo Marangoni 55, Wílder Medina 76, Jorge Perlaza 86                                    |
| 21 października 2009 | Envigado - Millonarios FC 3:4 Néider Morantes 18, Dorlan Pabón 33, Jorge Horacio Serna 49, José Mera 77 - León Darío Muñoz 12, José Mera 68, Óscar Briceño 71 |
| 21 października 2009 | Independiente Santa Fe - Cúcuta 1:1 Omar Sebastián Pérez 43 - Humberto Botello 27                                                                             |
| 21 października 2009 | Boyacá Chicó Tunja - Atlético Nacional 2:1 Miguel Caneo 31k, Charles Monsalvo 89 - Juan Estiven Vélez 1                                                       |
| 21 października 2009 | Real Cartagena - Once Caldas 3:1 Néstor Salazar 20, 39, Emerson Chamorro 23 - Johan Fano 64                                                                   |
| 21 października 2009 | Deportivo Cali - Deportivo Pasto 3:0 Sergio Herrera 18, Elkin Calle 65, Michael Ortega 88                                                                     |

### Finalización 15
| Data                 | Mecz |
| -------------------- | --- |
| 24 października 2009 | Once Caldas - Boyacá Chicó Tunja 2:2 Henry Rojas 25, Wilson Einer Mena 67 - Miguel Caneo 27, Charles Monsalvo 60                                                                            |
| 24 października 2009 | Millonarios FC - Independiente Medellín 3:0 Carmelo Valencia 42, Carmelo Valencia 58, Pedro Franco 80                                                                                       |
| 24 października 2009 | Tolima Ibagué - Deportivo Pereira 1:1 Darío Alberto Bustos 26 - Julián Barahona 34k |
| 25 października 2009 | Deportivo Cali - Atlético Huila 2:2 Sergio Herrera 21, Sergio Herrera 75 - Iván Velásquez 28, Iván Velásquez 55                                                                             |
| 25 października 2009 | Deportivo Pasto - Real Cartagena 0:3vo Carlos Daniel Hidalgo 85 mecz zakończył się wynikiem 1:0 dla Deportivo Pasto - później zweryfikowany został na walkower 0:3 dla klubu Real Cartagena |
| 25 października 2009 | Atlético Nacional - Independiente Santa Fe 1:2 Giovanni Moreno 42k - Daniel Néculman 6, Juan Quintero 25                                                                                    |
| 25 października 2009 | Cúcuta - Envigado 1:0 Wilson Albornoz 20 |
| 25 października 2009 | Quindío Armenia - La Equidad Bogotá 2:2 Mauricio Romero Sellarés 48, Dany Santoyo 51 - Román Torres 44, Jherson Cordoba 60                                                                  |
| 25 października 2009 | Atlético Junior - América Cali 3:0 Giovanni Hernández 32, Hernando Patiño 72, Carlos Bacca 83                                                                                               |

### Finalización 16
| Data                 | Mecz |
| -------------------- | --- |
| 31 października 2009 | Atlético Huila - Atlético Junior 1:1 Iván Velásquez 43k - Teófilo Antonio Gutiérrez 55 mecz przerwany został w 68 minucie - dokończony 1 listopada |
| 31 października 2009 | Envigado - Atlético Nacional 1:2 Jorge Horacio Serna 51 - Ezequiel Carlos Maggiolo 14, Giovanni Moreno 56                                          |
| 1 listopada 2009     | Atlético Huila - Atlético Junior 2:1 Iván Velásquez 43k, 83 - Teófilo Antonio Gutiérrez 55 dokończenie 22 minut meczu przerwanego 31 października  |
| 1 listopada 2009     | América Cali - Quindío Armenia 1:2 Édison Toloza 11 - Carlos Rodas 72k, Dany Santoyo 83                                                            |
| 1 listopada 2009     | Boyacá Chicó Tunja - Deportivo Pasto 1:0 Henry Palacios 85                                                                                         |
| 1 listopada 2009     | Independiente Medellín - Cúcuta 2:1 Luis Carlos Arias 33, 82 - Juan Carlos Escobar 7                                                               |
| 1 listopada 2009     | Deportivo Pereira - Millonarios FC 1:0 Fernando Uribe 44                                                                                           |
| 1 listopada 2009     | La Equidad Bogotá - Tolima Ibagué 0:2 Davinsonn Monsalve 12, Lucumi Wilmer Díaz 43                                                                 |
| 1 listopada 2009     | Real Cartagena - Deportivo Cali 2:1 José Manuel Najera 64, 69k - Sergio Herrera 11                                                                 |
| 1 listopada 2009     | Independiente Santa Fe - Once Caldas 2:1 Julio Brian Gutiérrez 46, Yulian Anchico 80 - Sebastián Hernández 37                                      |

### Finalización 17
| Data             | Mecz |
| ---------------- | --- |
| 7 listopada 2009 | Atlético Nacional - Independiente Medellín 0:0 |
| 7 listopada 2009 | Tolima Ibagué - América Cali 2:0 Davinsonn Monsalve 11, Rodrigo Marangoni 35k |
| 8 listopada 2009 | Cúcuta - Deportivo Pereira 0:1 Fernando Uribe 44 |
| 8 listopada 2009 | Quindío Armenia - Atlético Junior 1:0 Iván Rodrigo Trujillo 77 |
| 8 listopada 2009 | Deportivo Cali - Boyacá Chicó Tunja 4:2 Diego Andrés Álvarez 12, 67, Camilo Andrés Ayala 58, Wilmer Parra Cadena 62 - Anthony David Tapia 8, Charles Monsalvo 60                                   |
| 8 listopada 2009 | Deportivo Pasto - Independiente Santa Fe 0:1 Carlos Enrique Valdéz 3 |
| 8 listopada 2009 | Millonarios FC - La Equidad Bogotá 2:0 Rubén Darío Bustos 23, Ricardo Ciciliano 81k |
| 8 listopada 2009 | Once Caldas - Envigado 3:3 Johan Fano 12k, 78, Yesinguer Jiménez 19 - Rodrigo Saraz 57, Dorlan Pabón 60, Jorge Horacio Serna 70                                                                    |
| 8 listopada 2009 | Real Cartagena - Atlético Huila 4:3 José Manuel Najera 13k, Edwards Jiménez 61, Néstor Salazar 63, Juan Giovanni García 90 - Carlos Alveiro Rentería 27, Frank Pacheco 31, Víctor Alfonso Guazá 87 |

### Finalización 18
| Data              | Mecz |
| ----------------- | --- |
| 14 listopada 2009 | Independiente Medellín - Once Caldas 2:2 Hernán Bertuz 30, Brunet Hay 82 - Johan Fano 63, 78                                                      |
| 14 listopada 2009 | La Equidad Bogotá - Cúcuta 1:1 Herly Enrique Alcaraz Velez 21 - César Augusto Arias 38                                                            |
| 15 listopada 2009 | América Cali - Millonarios FC 1:1 Paulo Arango 72 - Omar Vásquez 65                                                                               |
| 15 listopada 2009 | Atlético Huila - Quindío Armenia 0:0 |
| 15 listopada 2009 | Atlético Junior - Tolima Ibagué 2:1 Freddy Grisales 32, Giovanni Hernández 70 - Jorge Perlaza 22                                                  |
| 15 listopada 2009 | Boyacá Chicó Tunja - Real Cartagena 4:0 Jhony Ramírez 16, Anthony David Tapia 23, Charles Monsalvo 65, Miguel Caneo 87k                           |
| 15 listopada 2009 | Deportivo Pereira - Atlético Nacional 0:0 |
| 15 listopada 2009 | Envigado - Deportivo Pasto 3:4 Jorge Horacio Serna 43, 90, Carlos Álvarez 75 - Hugo Pablo Centurión 58k, James Castro 63, 77, Jimmy Asprilla 85   |
| 15 listopada 2009 | Independiente Santa Fe - Deportivo Cali 4:1 Yulian Anchico 21, Cristian Nazarith 56, Luis Manuel Seijas 77, Yulian Anchico 88 - Sergio Herrera 72 |

### Tabela końcowa turnieju Finalización 2009
| Poz | Klub                   | Mecze | Zw | Rem | Por | Pkt | BrZd | BrStr |
| --- | ---------------------- | ----- | -- | --- | --- | --- | ---- | ----- |
| 1   | Independiente Medellín | 18    | 12 | 2   | 4   | 38  | 29   | 18    |
| 2   | Independiente Santa Fe | 18    | 8  | 6   | 4   | 30  | 31   | 24    |
| 3   | Atlético Huila         | 18    | 8  | 6   | 4   | 30  | 27   | 24    |
| 4   | Deportivo Pereira      | 18    | 7  | 8   | 3   | 29  | 21   | 9     |
| 5   | Tolima Ibagué          | 18    | 8  | 5   | 5   | 29  | 25   | 23    |
| 6   | Atlético Junior        | 18    | 8  | 3   | 7   | 27  | 35   | 25    |
| 7   | Atlético Nacional      | 18    | 6  | 9   | 3   | 27  | 21   | 19    |
| 8   | Real Cartagena         | 18    | 7  | 6   | 5   | 27  | 30   | 30    |
| 9   | Millonarios FC         | 18    | 6  | 8   | 4   | 26  | 24   | 20    |
| 10  | Deportivo Pasto        | 18    | 7  | 5   | 6   | 26  | 24   | 25    |
| 11  | Boyacá Chicó Tunja     | 18    | 6  | 6   | 6   | 24  | 32   | 31    |
| 12  | Deportivo Cali         | 18    | 6  | 4   | 8   | 22  | 30   | 32    |
| 13  | Quindío Armenia        | 18    | 6  | 3   | 9   | 21  | 22   | 31    |
| 14  | Cúcuta                 | 18    | 4  | 6   | 8   | 18  | 16   | 17    |
| 15  | La Equidad Bogotá      | 18    | 2  | 11  | 5   | 17  | 17   | 24    |
| 16  | Once Caldas            | 18    | 4  | 5   | 9   | 17  | 23   | 35    |
| 17  | América Cali           | 18    | 1  | 10  | 7   | 13  | 20   | 29    |
| 18  | Envigado               | 18    | 1  | 7   | 10  | 10  | 32   | 43    |

### Finalización Cuadrangulares

#### Finalización Cuadrangulares 1
| Data              | Mecz |
| ----------------- | --- |
| 21 listopada 2009 | Atlético Junior - Real Cartagena 2:0 Teófilo Antonio Gutiérrez 58k, 82k w 90 minucie piłkarz klubu Real Cartagena Juan Giovanni García nie wykorzystał rzutu karnego |
| 21 listopada 2009 | Deportivo Pereira - Independiente Medellín 1:2 Jhon Jairo Lozano 44 - Jackson Martínez 41, Juan Esteban Ortíz 90                                                     |
| 22 listopada 2009 | Atlético Nacional - Tolima Ibagué 2:1 Giovanni Moreno 37, Ezequiel Carlos Maggiolo 58 - Rodrigo Marangoni 1                                                          |
| 22 listopada 2009 | Independiente Santa Fe - Atlético Huila 2:0 Luis Manuel Seijas 60, Omar Sebastián Pérez 75k                                                                          |

#### Finalización Cuadrangulares 2
| Data              | Mecz                                                                                                 |
| ----------------- | --- |
| 25 listopada 2009 | Independiente Medellín - Atlético Junior 0:0                                                         |
| 25 listopada 2009 | Real Cartagena - Deportivo Pereira 2:1 Néstor Salazar 81, José Andrés Ramírez 10s - Fernando Uribe 3 |
| 25 listopada 2009 | Tolima Ibagué - Independiente Santa Fe 1:2 Jorge Perlaza 57 - Omar Sebastián Pérez 62k, 82           |
| 25 listopada 2009 | Atlético Huila - Atlético Nacional 1:0 Carlos Alveiro Rentería 71                                    |

#### Finalización Cuadrangulares 3
| Data              | Mecz |
| ----------------- | --- |
| 28 listopada 2009 | Atlético Junior - Deportivo Pereira 2:2 Brayner García 52, Teófilo Antonio Gutiérrez 59k - Carlos Alberto Preciado 56, Jorge Casanova 90s                           |
| 28 listopada 2009 | Tolima Ibagué - Atlético Huila 1:1 Rodrigo Marangoni 66 - Iván Velásquez 84 w 88 minucie piłkarz klubu Tolima Gerardo Enrique Vallejo nie wykorzystał rzutu karnego |
| 29 listopada 2009 | Real Cartagena - Independiente Medellín 2:4 Mauricio Arquez 23, Edwards Jiménez 75 - Felipe Pardo 31k, 36, 45, Luís Fernando Mosquera 66                            |
| 29 listopada 2009 | Atlético Nacional - Independiente Santa Fe 3:0 Ezequiel Carlos Maggiolo 21, Jair Enrique Iglesias Jiménez 62, Giovanni Moreno 85                                    |

#### Finalización Cuadrangulares 4
| Data           | Mecz |
| -------------- | --- |
| 5 grudnia 2009 | Atlético Huila - Tolima Ibagué 1:1 Jeison Quiñónez 74 - Davinsonn Monsalve 89                           |
| 5 grudnia 2009 | Independiente Santa Fe - Atlético Nacional 1:1 Omar Sebastián Pérez 59 - Giovanni Moreno 47             |
| 6 grudnia 2009 | Independiente Medellín - Real Cartagena 2:0 Jackson Martínez 35, 79k                                    |
| 6 grudnia 2009 | Deportivo Pereira - Atlético Junior 1:2 John Charria 31 - Teófilo Antonio Gutiérrez 38, Carlos Bacca 73 |

#### Finalización Cuadrangulares 5
| Data           | Mecz |
| -------------- | --- |
| 9 grudnia 2009 | Deportivo Pereira - Real Cartagena 2:1 Julián Barahona 65k, Fernando Cardenas 75 - Luis Alfredo Sierra 43 |
| 9 grudnia 2009 | Atlético Junior - Independiente Medellín 1:2 Alexander Jaramillo 67 - Luís Fernando Mosquera 57, 74       |
| 9 grudnia 2009 | Independiente Santa Fe - Tolima Ibagué 0:2 Darío Alberto Bustos 66, Christian Marrugo 90                  |
| 9 grudnia 2009 | Atlético Nacional - Atlético Huila 0:1 Gonzalo Martínez 13k                                               |

#### Finalización Cuadrangulares 6
| Data            | Mecz |
| --------------- | --- |
| 13 grudnia 2009 | Real Cartagena - Atlético Junior 0:0 |
| 13 grudnia 2009 | Independiente Medellín - Deportivo Pereira 2:2 Luís Fernando Mosquera 20, César Rivas 36 - Jhon Florez 77, Jhon Jairo Lozano 90                          |
| 13 grudnia 2009 | Tolima Ibagué - Atlético Nacional 3:4 Gerardo Enrique Vallejo 28, Andrés Orozco 33s, Jorge Perlaza 68 - Giovanni Moreno 39, 41, 82, Sergio Galván Rey 64 |
| 13 grudnia 2009 | Atlético Huila - Independiente Santa Fe 4:1 Iván Velásquez 5, 22, Nelson Barahona 86, Jeison Quiñónez 90 - Andrés Felipe González 45                     |

#### Tabele końcowe Finalización Cuadrangulares
| Poz | Klub                   | Mecze | Zw | Rem | Por | Pkt | BrZd | BrStr |
| --- | ---------------------- | ----- | -- | --- | --- | --- | ---- | ----- |
| 1   | Independiente Medellín | 6     | 4  | 2   | 0   | 14  | 12   | 6     |
| 2   | Atlético Junior        | 6     | 2  | 3   | 1   | 9   | 7    | 5     |
| 3   | Deportivo Pereira      | 6     | 1  | 2   | 3   | 5   | 9    | 11    |
| 4   | Real Cartagena         | 6     | 1  | 1   | 4   | 4   | 5    | 11    |

| Poz | Klub                   | Mecze | Zw | Rem | Por | Pkt | BrZd | BrStr |
| --- | ---------------------- | ----- | -- | --- | --- | --- | ---- | ----- |
| 1   | Atlético Huila         | 6     | 3  | 2   | 1   | 11  | 8    | 5     |
| 2   | Atlético Nacional      | 6     | 3  | 1   | 2   | 10  | 10   | 7     |
| 3   | Independiente Santa Fe | 6     | 2  | 1   | 3   | 7   | 6    | 11    |
| 4   | Tolima Ibagué          | 6     | 1  | 2   | 3   | 5   | 9    | 10    |

### Finalización Finalisima
| Atlético Huila - Independiente Medellín 0:1 i 2:2 |
| 16 grudnia 2009 Atlético Huila - Independiente Medellín 0:1 (0:0) Sędzia: Hernando Buitrago Bramki: 0:1 Jackson Martínez 84 Club Deportivo Atlético Huila (trener Guillermo Berrío): Luis Estacio - Lewis Ochoa, Gonzalo Martínez, Nicolás Nahuel Ayr, Ervin Maturana, Frank Pacheco (67 Ervin González), Bréiner Steven Belalcázar, Amílcar Henríquez, Jorge Hernando Vidal (74 Jeison Quiñónez), Janer Guazá (9 Nelson Barahona), Carlos Alveiro Rentería Corporación Deportiva Independiente Medellín (trener Leonel Álvarez): Aldo Bobadilla - Ricardo Calle, Samuel Vanegas, Leiton Jiménez, Juan David Valencia, Juan Esteban Ortíz, John Javier Restrepo, Javier Calle (10 Luis Carlos Arias), Luís Fernando Mosquera (70 Roger Cañas), Felipe Pardo (83 César Valoyes), Jackson Martínez                                                                                                 |
| 20 grudnia 2009 Independiente Medellín - Atlético Huila 2:2 (0:1) Sędzia: Óscar Ruiz Bramki: 0:1 Ervin Maturana 43, 1:1 Jackson Martínez 69, 2:1 Luís Fernando Mosquera 73, 2:2 Lewis Ochoa 84 Czerwone kartki: ? / Ervin Maturana Corporación Deportiva Independiente Medellín (trener Leonel Álvarez): Aldo Bobadilla - Ricardo Calle, Samuel Vanegas, Leiton Jiménez, Juan David Valencia - Juan Esteban Ortíz, John Javier Restrepo, Javier Calle (37 Luis Carlos Arias), Luís Fernando Mosquera (89 César Valoyes) - Felipe Pardo (83 Roger Cañas), Jackson Martínez Club Deportivo Atlético Huila (trener Guillermo Berrío): Luis Estacio - Lewis Ochoa, Gonzalo Martínez, Nicolás Nahuel Ayr, Ervin Maturana - Ervin González, Diego Arango, Amílcar Henríquez, Jorge Hernando Vidal (72 Nelson Barahona) - Iván Velásquez (79 Jeison Quiñónez), Janer Guazá (10 Carlos Alveiro Rentería) |

Mistrzem Kolumbii turnieju Finalización w roku 2009 został klub Independiente Medellín, natomiast wicemistrzem Kolumbii - klub Atlético Huila.

## Reclasificación 2009
Klasyfikacja całego sezonu ligi kolumbijskiej - łączny dorobek klubów w turniejach Apertura i Finalización.
| Poz | Klub                   | Mecze | Zw | Rem | Por | Pkt | BrZd | BrStr |
| --- | ---------------------- | ----- | -- | --- | --- | --- | ---- | ----- |
| 1   | Atlético Junior        | 50    | 21 | 13  | 16  | 76  | 85   | 59    |
| 2   | Tolima Ibagué          | 48    | 21 | 11  | 16  | 74  | 59   | 53    |
| 3   | Independiente Medellín | 44    | 19 | 10  | 15  | 67  | 62   | 55    |
| 4   | Atlético Huila         | 44    | 18 | 12  | 14  | 66  | 57   | 58    |
| 5   | Once Caldas            | 44    | 16 | 13  | 15  | 61  | 62   | 61    |
| 6   | Deportivo Cali         | 42    | 16 | 12  | 14  | 60  | 61   | 56    |
| 7   | Boyacá Chicó Tunja     | 42    | 15 | 14  | 13  | 59  | 60   | 59    |
| 8   | Deportivo Pereira      | 42    | 15 | 13  | 14  | 58  | 56   | 45    |
| 9   | Independiente Santa Fe | 42    | 15 | 13  | 14  | 58  | 57   | 60    |
| 10  | Real Cartagena         | 42    | 15 | 11  | 16  | 56  | 58   | 65    |
| 11  | Cúcuta                 | 42    | 14 | 13  | 15  | 55  | 38   | 40    |
| 12  | La Equidad Bogotá      | 42    | 12 | 19  | 11  | 55  | 42   | 46    |
| 13  | Atlético Nacional      | 42    | 12 | 17  | 13  | 53  | 47   | 51    |
| 14  | Quindío Armenia        | 36    | 13 | 7   | 16  | 46  | 45   | 53    |
| 15  | Envigado               | 42    | 10 | 15  | 17  | 45  | 59   | 75    |
| 16  | Millonarios FC         | 36    | 9  | 16  | 11  | 43  | 40   | 40    |
| 17  | Deportivo Pasto        | 36    | 11 | 10  | 15  | 43  | 36   | 42    |
| 18  | América Cali           | 36    | 8  | 13  | 15  | 37  | 44   | 50    |

## Spadek do II ligi
Bezpośrednio do II ligi spadł klub Deportivo Pasto, natomiast klub Deportivo Pereira musiał rozegrać mecze barażowe z wicemistrzem II ligi.
| Data            | Mecz                                         |
| --------------- | -------------------------------------------- |
| 2 grudnia 2009  | Atlético Bucaramanga - Deportivo Pereira 1:2 |
| 17 grudnia 2009 | Deportivo Pereira - Atlético Bucaramanga 3:2 |

Klub Deportivo Pereira utrzymał się w I lidze.
Do I ligi awansował mistrz II ligi, klub Deportivo Tuluá.